# Euchalcia hissarica
Euchalcia hissarica är en fjärilsart som beskrevs av Klyuchko 1983. Euchalcia hissarica ingår i släktet Euchalcia och familjen nattflyn. Inga underarter finns listade i Catalogue of Life.